# 일본 외무성
외무성(일본어: 外務省 가이무쇼[*], Ministry of Foreign Affairs, 약칭 : MOFA)은 일본의 행정조직으로, 대한민국 외교부 격이다. 1885년(메이지 18년)에 내각 제도가 창설된 이후 한 번도 명칭이 단 한 바뀌지 않은 유일한 부서이기도 하다.

## 설치 근거 및 소관 업무

### 소관 업무
- 외무성설치법 제2조

- 평화롭고 안전한 국제사회의 유지에 기여
- 주체적이고 적극적인 취조를 통해 양호한 국제환경의 정비를 꾀함
- 조화로운 대외관계를 유지하고 발전시켜 나가며, 국제사회에 있어 일본국 및 일본국민의 이익의 증진을 꾀함

## 연혁
- 1869년(메이지 2년) 8월 15일 : '외무성'을 설치.
- 1871년(메이지 3년) : 가스미가세키로 청사를 이전.

## 조직

### 간부
- 대신 1인
- 부대신 2인
- 대신정무관 3인
- 사무차관 1인
- 심의관 2인
- 비서관 1인

### 내부부국
| - 감찰사찰관 1인 - 의전장 1인 - 외무보도관 1인 - 국제문화교류심의관 1인 - 지구규모과제심의관 1인 - 심의관 12인 - 참사관 11인 - 고사·정책평가관 1인 - 조사관 1인 - 의전총괄관 1인 - 국제보도관 1인 - 총무과 - 인사과 - 정보통신과 - 회계과 - 재외공관과 - 홍보문화외교전략과 - 보도과 - 문화교류·해외홍보과 | - 총무과 - 안전보장정책과 - 국제연합기획조정과 - 국제연합정책과 | - 군비관리군축과 - 비확산·과학원자력과 | - 지역정책과 - 북동아시아과 - 중국·몽골제1과 - 중국·몽골제2과 - 대양주과 | - 남동아시아제1과 - 남동아시아제2과 - 남서아시아과 | - 북미제1과 - 북미제2과 - 일미안전보장조약과 |

| - 중미카리브과 - 남미과 | - 정책과 - 서구과 - 중·동구과 - 러시아과 | - 중동제1과 - 중동제2과 | - 아프리카제1과 - 아프리카제2과 | - 정책과 - 국제경제과 - 국제무역과 - 경제제휴과 - 경제안전보장과 |

| - 정책과 - 개발협력총괄과 - 지구규모과제총괄과 - 지구환경과 - 기후변동과 - 긴급·인도지원과 - 국별개발협력제1과 - 국별개발협력제2과 - 국별개발협력제3과 | - 사회조약관 1인 - 국제법과 - 조약과 - 경제조약과 | - 정책과 - 해외방인안전과 - 여권과 - 외국인과 | - 국제정보관 4인 |

| - 외무인사심의회 - 해외교류심의회 | - 외무성연구소 | - 재외공관 |

## 직원
일반직 재직자 수는 2011년 1월 15일 기준으로 5,648명(여성 1,408명)이다. 행정기관직원정원령에 정해진 외무성의 정원은 별정직 148명을 포함해 5757명이다.
외무성의 일반직 직원의 급여에 관한 법제는 기본적으로 국가공무원법과 일반직급여법에 따르지만, 재외공관에 근무하는 직원(이하 재외직원)은 특별법으로 재외공관명칭 및 위치 및 재외공관에 근무하는 외무공무원의 급여에 관한 법률(외무공무원급여법)도 적용된다.
외무성의 일반직 직원은 비현업의 국가공무원이므로, 노동기본권 중 쟁의권과 단체 협약 체결권은 국가공무원법에 의해 인정되지 않는다. 단결권은 보장되며, 직원은 노동조합으로 국가공무원법이 규정하는 "직원 단체"를 결성, 혹은 결성하지 아니하거나 이에 가입, 또는 가입하지 않을 수 있다(국공법 제108조의 2 제3항). 2011년 3월 31일 기준으로 인사원에 등록된 직원단체는 존재하지 않는다. 2001년도에는 약 30%의 조직률을 보였지만, 다음 해에 0%가 되어 현재까지 유지되고 있다. 과거에 있었던 노조는 외무성 직원조합에서 조합·전노련 어느 것에도 속하지 않는 중립계의 조합이었다.
상근직원 채용시험은 국가공무원 채용 종합직시험 및 일반직시험 외에 자신의 직업 시험으로 외무성 전문 직원 채용 시험이 설치되어있다(인사원 규칙 8-18 제3조). 또한 임기가 있는 직원으로 전문조사원 재외공관파견원 (재단법인 국제교류 서비스 협회가 파견하는 것), 현지 채용 직원 등이 있다.
일단은 구 국가공무원 채용 Ⅰ종 시험에 해당하는 외무성 자신의 경력 채용 시험인 외무공무원 채용 Ⅰ종 시험(통칭 "외무고시")이 있었지만, 2001년도 시험을 마지막으로 폐지됐다. 이후 2011년도 채용 시험 체계의 재검토까지 국가공무원 채용 I종 시험 합격자에서 경력 직원을 채용했다.
성내의 파벌 관계로는 어학 연수 부문별로 '아메리칸 스쿨 ", "차이나 스쿨 ""러시안 스쿨 "등이 있으며, 출신학교별로는 도쿄대 출신들이 "도다이바쓰"을 비롯, 도쿄외국어대학 출신들이 직업을 중심으로 한 "가이다이바쓰" 창가학회 직원이나 소카대 출신의 파벌 "대봉회 (大凰会)" 등이 알려져 있다.

## 같이 보기
- 외무대신
- 외무부대신
- 외무대신정무관
- 외무사무차관
- 외무심의관